# Die BIF
Die BIF - Blätter Idealer Frauenfreundschaften (Tờ báo về tình bạn lý tưởng cho phụ nữ), có phụ đề là Monatsschrift für weibliche Kultur (Tạp chí hàng tháng dành cho văn hóa phụ nữ), là một tạp chí đồng tính nữ tồn tại trong thời gian ngắn ở nước Đức thời kỳ Weimar, xuất bản trong thời gian 1925/1926 – 1927 tại Berlin. Được thành lập bởi nhà hoạt động đồng tính nữ Selli Engler, Die BIF là một phần của làn sóng xuất bản về đồng tính nữ đầu tiên trong lịch sử. Đây cũng là tạp chí đồng tính nữ đầu tiên trên thế giới chỉ do phụ nữ xuất bản, biên tập và chắp bút.

## Xuất bản
Die BIF được thành lập, biên tập và xuất bản bởi Selli Engler, người sau đó trở thành một trong những nhà hoạt động đồng tính nữ nổi tiếng nhất của nước Đức thời Weimar. Đây là một trong ba tạp chí đồng tính nữ thời bấy giờ bên cạnh Die Freundin (từ năm 1924) và Frauenliebe (từ năm 1926). Ngoại trừ Die BIF, hai tạp chí còn lại đều được xuất bản, biên tập và viết bởi một số người là nam giới.
Theo phần ghi của nhà xuất bản, tòa soạn của tạp chí được đặt tại Großbeerenstraße 74 III ở Kreuzberg. Engler đóng vai trò là nhà xuất bản, biên tập viên kiêm nhà văn, nhưng do khó khăn về tài chính và bệnh tật, bà đã phải hoãn xuất bản hai lần. Die BIF được in tại Công ty In ấn Mitsching ở Berlin, và không rõ số lượng lưu hành. Các số phát hành năm 1927 được phân phối bởi công ty GroBuZ ở Berlin. Các văn phòng quảng cáo đã có mặt ở nhiều thành phố lớn ở Đức, bao gồm Dresden, München, Hamburg, Stuttgart và Duisburg.
Chỉ có ba số được biết là đã được xuất bản: số 1 (không rõ ngày tháng), số 2 (tháng 1 năm 1927) và số 3 (đầu năm 1927). Bản gốc duy nhất được biết đến thuộc bộ sưu tập của Thư viện Quốc gia Đức ở Leipzig, do chính Engler mang vào hồi tháng 11 năm 1927. Bản sao có thể được tìm thấy tại các thư viện Spinnboden - Lesbenarchiv und Bibliothek, Schwules Museum (bảo tàng đồng tính) và Magnus-Hirschfeld-Gesellschaft ở Berlin cũng như tại thư viện của Đại học Wisconsin–Madison.
Ngày xuất bản chính xác của Die BIF vẫn chưa được biết, vì số đầu tiên và số cuối cùng không có thông tin về thời điểm xuất bản chúng. Trong nhiều năm, các nhà nghiên cứu đề xuất rằng 1924 hoặc 1926 có thể là năm xuất bản số thứ nhất. Về sau giả thuyết về năm 1924 bị bãi bỏ, nên việc xuất bản được cho là bắt đầu từ năm 1925 hoặc nhiều khả năng là năm 1926. Engler ngừng xuất bản Die BIF vào đầu năm 1927 và bắt đầu viết vào tháng 7 cho tạp chí cạnh tranh Frauenliebe.
Die BIF có 24 trang và được xuất bản hàng tháng, được bán trên các quầy báo với giá 1 Mark, một mức giá tương đối cao, cũng như cho những người đăng ký nhận báo định kỳ. Trong ấn bản số 3, "theo yêu cầu" của độc giả, Engler đã thông báo mức giá xuống còn 50 Pfennig cho 12 trang.
Cùng với việc bắt đầu xuất bản tạp chí, ngày 1 tháng 1 năm 1927, Engler thành lập "Damen-BIF-Klub" (Câu lạc bộ nữ BIF), một cơ hội để những người đồng tính nữ gặp nhau mỗi tuần một lần.

## Tác giả và nội dung
Die BIF chủ yếu xuất bản các tác phẩm văn học như văn xuôi hư cấu và thơ cùng với một bài báo phân tích hoặc lịch sử không thường xuyên về chủ nghĩa đồng tính nữ, thảo luận về cuộc sống xã hội và công việc, thời trang và bản sắc đồng tính nữ. Ý định của Engler là cung cấp một tạp chí có tiêu chuẩn cao hơn so với các đối thủ cạnh tranh, mà Engler cho là chưa thỏa đáng. Tuy nhiên, vào năm 2016, Claudia Schoppmann gọi Die BIF là "tạp chí hàng tháng có tiêu chuẩn văn học thấp". Trái ngược với Freundin và Frauenliebe, Die BIF hạn chế đưa tin về đời sống xã hội đồng tính nữ đương thời của Berlin.
Tất cả nội dung nguyên tác của Die BIF đều do phụ nữ viết. Trong khi nhiều bài báo được viết bởi chính Engler, các biên tập viên đáng chú ý khác bao gồm Olga Lüdeke và Ilse Espe. Nói chung, có ít nhất mười người đóng góp cho Die BIF, năm người trong số họ sau này—trong đó có Engler—viết cho Frauenliebe. Ngoài các bài báo của Frauenliebe, thỉnh thoảng có những đoạn trích các tác phẩm của nam giới, được nhà xuất bản chọn lọc để độc giả quan tâm, ví dụ như những đoạn trích của Alexandre Dumas, Magnus Hirschfeld hoặc Otto Weininger.

## Di sản
Chỉ có một số bình luận đương thời về Die BIF được biết đến. Năm 1933, Franz Scott viết rằng Die BIF đã mang đến "những đóng góp xuất sắc cho văn học và nghệ thuật", cho rằng Die BIF có chất lượng tốt hơn Freundin và Frauenliebe. Ông cũng lý giải rằng nguyên do ấn phẩm thất bại vì đối tượng độc giả không đòi hỏi nhiều. Sự so sánh này đã bị Hanna Hacker chỉ trích nặng nề vào năm 2015 là thiên vị, mâu thuẫn và phiến diện. Năm 1927, Magnus Hirschfeld chụp một bức ảnh cho thấy hai số tạp chí của Die BIF trong kho lưu trữ của Institut für Sexualwissenschaft (Viện nghiên cứu Tình dục học), trong số các tờ báo khác dành cho người đồng tính. Năm 1938, nhà luật học Đức Quốc Xã Rudolf Klare đề cập đến Die BIF trong bài báo "Zum Problem der weiblichen Homosexualität" (Về vấn đề đồng tính luyến ái nữ) như một ví dụ về "sự phong phú trong báo chí" của "các tổ chức đồng tính nữ" vào thập niên 1920 ở Đức.
Sau khi bị lãng quên trong nhiều thập kỷ, Die BIF được Katharina Vogel và Claudia Schoppmann tái phát hiện vào năm 1984 như một phần trong nghiên cứu về tiểu sử của Engler, được mở rộng bởi Schoppmann (1997), Jens Dobler (2003) và Heike Schader (2004). Một số nghiên cứu chuyên sâu hơn được thực hiện vào năm 2020, mặc dù việc phân tích kỹ lưỡng các nội dung của BIF vẫn còn thiếu.
Kể từ khi Selli Engler và Die BIF được tái khám phá, các nhà nghiên cứu Đức và quốc tế thừa nhận vai trò tiên phong của nó là tạp chí đồng tính nữ đầu tiên do phụ nữ điều hành (và là tạp chí duy nhất thuộc loại này cho đến khi Vice Versa được xuất bản vào năm 1947). Florence Tamagne nhấn mạnh đây là "chất lượng độc đáo" của Die BIF.